# دوتشتاون (ميزوري)
دوتشتاون (بالإنجليزية: Dutchtown)‏ هي إحدى المجتمعات الفردية (غير مصنفة) في ولاية ميزوري في الولايات المتحدة الأمريكية.